# Jonathan Guémas
Jonathan Guémas est un conseiller et militant politique français.

## Biographie
Né en 1988, Jonathan Guémas est le fils d'un technicien et d'une assistante maternelle établis à Bédée. Ancien élève de l'École normale supérieure de Lyon, il est licencié en géographie et titulaire d'un master en histoire et d'un autre en administration des institutions de recherche. Il est élu sur une liste de gauche modérée au conseil d'administration de l'ENS, où il est repéré par Gérard Collomb.
Il fait ses débuts en 2010 comme chargé de rédaction au cabinet de Collomb, président du Grand Lyon. Il le suit lorsqu'il est nommé ministre de l'Intérieur en 2017.
Il rencontre Emmanuel Macron en 2015. En 2016, il participe à la rédaction de son ouvrage Révolution, écrivant notamment un passage sur la Chine. En parallèle, il prend une part active à la campagne présidentielle, ainsi qu'aux négociations avec le Mouvement démocrate en vue des législatives.
En 2018, Macron l'appelle auprès de lui pour le conseiller dans la rédaction de ses discours. Selon Nicolas Poincaré, il est en 2022 « un des plus proches » de Macron. Il rédige notamment certaines de ses allocutions lors de la crise du COVID, ainsi que le discours au Panthéon du 4 septembre 2020. On lui doit aussi certaines expressions qui font florès, comme le « droit à la vie tranquille ». À en croire Marcelo Wesfreid du Parisien, avec Patrick Strzoda et Bruno Roger-Petit, il est généralement considéré comme un tenant d'une « approche ferme de la laïcité » et un soutien du « tournant sécuritaire » de Macron. D'autres sources soulignent son engagement à gauche et son ancrage social-régalien, "sensible à la question du déclassement et à la fin de mois de des gens".
Il devient directeur associé chez Publicis à l'été 2022, mais revient auprès de Macron au début de 2024. Proche de Clément Léonarduzzi, il est alors formé par celui-ci aux relations avec la presse. Avec des ministres comme Stéphane Séjourné ou Gérald Darmanin ainsi que d'autres conseillers dont Alexis Kohler, Clément Léonarduzzi, Roger-Petit et Pierre Charon, il est associé à la décision prise par le président de dissoudre l'Assemblée nationale,,.

### Engagement politique
Lors des élections municipales de 2008, il est présent sur la liste de gauche emmenée par Loïc Berthelot à Bédée.
Il adhère au Parti socialiste en 2010, qu'il quittera en 2015. Il y est proche de la tendance représentée par Dominique Strauss-Kahn, et y fréquente déjà Emmanuel Macron.
Il se présente aux élections régionales de 2021 en Bretagne, sur la liste conduite par Thierry Burlot, en quatrième position pour l'Ille-et-Vilaine.

### Vie personnelle
Il a trois filles, dont une a pour parrain Clément Léonarduzzi.